# G-Parität
Die G-Parität ist eine multiplikative Quantenzahl, die die Werte +1 und −1 annehmen kann. Sie verallgemeinert die C-Parität auf Teilchenmultipletts.
Dies ist sinnvoll, da die C-Parität nur für neutrale Systeme definiert ist (so hat z. B. im Pionen-Triplett nur das π0 C-Parität), die starke Wechselwirkung jedoch unabhängig von der elektrischen Ladung wirkt (gleichermaßen auf π0, π− und π+).
Da die G-Parität jeweils auf ein ganzes Multiplett angewendet wird, sieht die Ladungskonjugation das Multiplett als ein neutrales Ganzes. Daher können nur Multipletts mit mittleren Ladungen von 0 Eigenzustände von G sein, d. h. nur Multipletts, für die gilt:
{\displaystyle {\bar {Q}}={\bar {B}}={\bar {Y}}=0}
mit der elektrischen Ladung {\displaystyle Q}, der Baryonenzahl {\displaystyle B} und der Hyperladung {\displaystyle Y}.

## Formulierung mit Operatoren
{\displaystyle {\mathcal {G}}{\begin{pmatrix}\pi ^{+}\\\pi ^{0}\\\pi ^{-}\end{pmatrix}}=\eta _{G}{\begin{pmatrix}\pi ^{+}\\\pi ^{0}\\\pi ^{-}\end{pmatrix}}}
Hierbei sind ηG die Eigenwerte der G-Parität (für Pionen im Speziellen ist {\displaystyle \eta _{G}(\pi )=-1}).
Der Operator {\displaystyle {\mathcal {G}}} der G-Parität ist definiert als:
{\displaystyle {\mathcal {G}}={\mathcal {C}}\,e^{(i\pi I_{2})}}
mit dem Operator {\displaystyle {\mathcal {C}}} der C-Parität und der zweiten Komponente {\displaystyle I_{2}} des Isospins. Damit ist die G-Parität eine Kombination aus Ladungskonjugation und einer 180°-Drehung um die 2-Achse im Isospin-Raum.

## Formulierung mit Eigenwerten
Allgemein gilt
{\displaystyle \eta _{G}=\eta _{C}\,(-1)^{I}}
mit dem Eigenwert ηC der C-Parität und dem Isospin I.
Für Fermion-Antifermion-Systeme wird daraus
{\displaystyle \eta _{G}=(-1)^{S+L+I}\,}
mit dem Gesamtspin S und der Gesamt-Drehimpulsquantenzahl L
und für Boson-Antiboson-Systeme
{\displaystyle \eta _{G}=(-1)^{L+I}\,}.

## Invarianz und Erhaltung
Die G-Parität ist invariant unter der starken Wechselwirkung, da diese sowohl Ladungskonjugation als auch Isospin erhält. Unter der elektromagnetischen und der schwachen Wechselwirkung ist die G-Parität jedoch nicht invariant.
Da es sich um eine multiplikative Quantenzahl handelt, ist die G-Parität für ein System aus n Pionen:
{\displaystyle \eta _{G}(n)=\left(-1\right)^{n}}.
Daraus ergibt sich für Prozesse, in denen nur Pionen auftauchen, eine interessante Konsequenz aus der Erhaltung von G: unter der starken Wechselwirkung kann sich die Anzahl der Pionen nur um eine gerade Zahl ändern.